# Fedde Leysen
Fedde Leysen (* 7. September 2003) ist ein belgischer Fußballspieler.
Er ist ein Innenverteidiger und steht derzeit in seinem Herkunftsland bei Royale Union Saint-Gilloise unter Vertrag. Zudem ist Leysen auch Nachwuchsnationalspieler Belgiens.

## Karriere

### Vereinsfußball
Fedde Leysen spielte anfänglich bei Oud-Heverlee Löwen, bevor er in die Akademie des niederländischen Topklubs PSV Eindhoven wechselte. Am 6. November 2020 gab er beim 2:1-Auswärtssieg im Zweitligaspiel gegen den FC Den Bosch sein Debüt für die zweite Mannschaft der Eindhovener. Hatte Leysen in seiner ersten Saison für die zweite Mannschaft nur zweimal gespielt, kam er im zweiten Jahr regelmäßiger zum Einsatz. Schließlich gelang ihm in der Saison 2022/23 sein Durchbruch, als er in 26 von 32 Partien in der Anfangself stand und dabei entweder als linker Außenverteidiger oder als Innenverteidiger eingesetzt wurde. In der Sommerpause 2023 verließ Fedde Leysen die PSV und ging wieder in den belgischen Fußball, wo er sich dem Erstligisten Royale Union Saint-Gilloise anschloss. In seinem ersten Jahr kam er – auch verletzungsbedingt – nicht oft zum Einsatz.
In der Saison 2024/25 waren es 28 von 40 möglichen Ligaspielen, ein Pokalspiel, sechs Spiele im Europapokal sowie das gewonnene Spiel um den belgischen Supercup.

### Nationalmannschaftsfußball
Fedde Leysen ist derzeit Nachwuchsnationalspieler seines Herkunftslandes Belgien und vertrat dieses Land bisher in den Altersklassen U16, U17, U19, U20 und U21.

## Erfolge
- belgischer Meister: 2024/25
- Gewinner belgischer Supercup: 2024